# ATP Challenger Montgomery
Das ATP Challenger Montgomery (offiziell: Montgomery Challenger) war ein Tennisturnier, das einmalig 1979 in Montgomery, Alabama, stattfand. Es gehörte zur ATP Challenger Tour und wurde im Freien auf Hartplatz gespielt.

## Liste der Sieger

### Einzel
| Jahr | Sieger      | Finalgegner        | Ergebnis      |
| ---- | ----------- | ------------------ | ------------- |
| 1979 | Trey Waltke | Vincent Van Patten | 6:2, 4:6, 7:5 |

### Doppel
| Jahr | Sieger                        | Finalgegner                 | Ergebnis      |
| ---- | ----------------------------- | --------------------------- | ------------- |
| 1979 | Eric Friedler Erik van Dillen | Tom Leonard Jerry Van Linge | 4:6, 6:3, 7:6 |